# Мери Тајлер Мур
Мери Тајлер Мур (енгл. Mary Tyler Moore; 29. децембар 1936 — 25. јануар 2017) била је америчка филмска и телевизијска глумица. Остала је позната у ситкомима Дик ван Дајк шоу и Мери Тајлер Мур шоу.